# 18 de març
El 18 de març és el setanta-setè dia de l'any del calendari gregorià i el setanta-vuitè en els anys de traspàs. Queden 288 dies per a finalitzar l'any.

## Esdeveniments
Països Catalans
- 1919 - València: es funda el València Club de Futbol.
- 1938 - Barcelona: la ciutat pateix el tercer i darrer dia del més devastador dels bombardejos que patirà durant la guerra Civil espanyola per l'aviació italiana que donava suport a l'exèrcit franquista.
- 1981 - Barcelona: hi neix la Crida a la Solidaritat en Defensa de la Llengua, la Cultura i la Nació Catalanes.

Resta del món
- 37 - Calígula es converteix en emperador de Roma.
- 1184 - Província de Settsu, Japó: Batalla d'Ichi-no-Tani, amb victòria dels Minamoto sobre els Taira.[1]
- 1314 - París, Regne de França: Suplici de Jacques de Molay, gran mestre dels Templers, i de Geoffroy de Charnay, Preceptor de l'Ordre a Normandia.[2]
- 1792 - Seringapatam (Karnataka, Índia): se signà el Tractat de Seringapatam que significà el final de la tercera guerra de Mysore després del qual Mysore va cedir molt del seu territori a la presidència de Madras.
- 1871 - París, Tercera República Francesa: S'instaura la Comuna de París[3]
- 1921 - Riga, La pau de Riga (també coneguda com a tractat de Riga, polonès: Traktat Ryski) signat entre Polònia, d'una banda, en un costat, i l'RSFS De Rússia i l'RSS d'Ucraïna per l'altra; amb aquest tractat es va donar per acabada la guerra poloneso-soviètica.[4]
- 1922 - Mohandas Gandhi és arrestat per desobediència civil i condemnat a sis anys de presó, dels que en va complir només dos.
- 1944 - Es produeix l'última erupció (a data del 2024) del Vesuvi.
- 1965 - Aleksei Leónov, cosmonauta soviètic, es converteix en la primera persona a anar a l'espai.
- 1989 - Es troba una antiga mòmia de 4.400 anys a la Piràmide de Keops.
- 1995 - Sevilla: Helena de Borbó, Infanta d'Espanya es casa amb Jaime de Marichalar.
- 2016 - Molenbeek: Detenen Salah Abdeslam, relacionat amb els Atacs de París del 13-N.

## Naixements
Països Catalans
- 1854 - Borriana, la Plana Baixa: Joaquín Peris Fuentes, intel·lectual i historiador valencià, fou alcalde de Borriana (1899-1901), mandat en el qual se li atorga el títol de ciutat al municipi.
- 1855 - Sabadell, Vallès Occidental: Francesc de Paula Xercavins i Rius, psiquiatre.
- 1885 - Albaida, la Vall d'Albaida: Josep Segrelles i Albert, pintor valencià.
- 1902 - Barcelona: Octavi Saltor i Soler, escriptor, advocat i polític català.
- 1928 - Montcada i Reixac: Miquel Poblet i Orriols, considerat el millor ciclista català de tots els temps (m. 2013).
- 1937 - Bordeus, França: Odette Pinto, periodista catalana de ràdio i de televisió.[5]
- 1938 - Barcelona: Núria Quevedo Teixidó, artista visual –pintora i artista gràfica–, resident a Berlín des que tenia 15 anys.[6]
- 1947 - Sabadell: Toni Miró, dissenyador de moda català (m. 2022).
- 1949 -
  - València: Margarita Pin Arboledas, política valenciana, ha estat diputada al Congrés dels Diputats.[7]
  - Carlet, Ribera Alta: Eduard J. Verger, poeta valencià.[8]
- 1957 - L'Escala: Lurdes Boix Llonch, arxivera i escriptora, directora del Museu de l'Anxova i la Sal, de l'Escala.[9]
- 1994 - Barcelona: Judit Ignacio Sorribes, nedadora d'estil papallona catalana.[10]

Resta del món
- 1314 - París, França: Jacques de Molay, noble i l'últim Gran Mestre de l'Orde del Temple.
- 1496 - Palau de Richmond, Anglaterra: Maria Tudor, princesa anglesa i reina de França (1514-1515) (m. 1533).[11]
- 1538 - Lieja, principat de Lieja: Erard de la Mark, príncep-bisbe de Lieja.
- 1634 - París: Madame de La Fayette, escriptora, autora de la primera novel·la històrica francesa, La princesa de Clèves (m. 1693).[12]
- 1640 (data de bateig) - París: Marguerite Hessein de la Sablière, salonnière francesa, mecenes i filòsofa (m. 1693).[13]
- 1782 - Abbeville, Carolina del Sud (EUA): John C. Calhoun, polític estatunidenc, vicepresident dels Estats Units entre 1825 i 1832 (m. 1850).[14]
- 1828 - Fareham, Anglaterra: William Randal Cremer, sindicalista anglès, Premi Nobel de la Pau 1903 (m.1908).
- 1837 - Caldwell, Nova Jersey, EUA: Grover Cleveland, 24è president dels Estats Units
- 1842 - París, França: Stéphane Mallarmé, poeta francès
- 1844 - Imperi Rus: Nikolai Rimski-Kórsakov, compositor rus (m. 1908)[15]
- 1858 - París, França: Rudolf Diesel, inventor del motor de dièsel.
- 1869 - Birmingham, Anglaterra: Neville Chamberlain, polític anglès, Primer Ministre del Regne Unit (1937 -40).
- 1882 - Venècia, Vèneto, Itàlia: Gian Francesco Malipiero, compositor italià (m. 1973).[16]
- 1888 - Montevideo: Carmen Barradas, una de les grans pianistes i compositores uruguaianes (m. 1963).[17]
- 1905 - Withington, Manchester, Anglaterra: Robert Donat, actor de teatre i cinema anglès.
- 1911 - Hernani: Gabriel Celaya, poeta basc en llengua castellana (m. 1991).[18]
- 1919 - Limerick, Irlanda: Elizabeth Anscombe, important filòsofa analítica, deixebla i curadora de l'obra de Wittgenstein (m. 2001).[19]
- 1926 - Ançã, Beira: Augusto Abelaira, novel·lista i periodista portuguès.
- 1929 - Gorzów Wielkopolski: Christa Wolf, novel·lista i assagista alemanya (m. 2011).[20]
- 1936 - Johannesburg, Transvaal: Frederik Willem de Klerk, President del Govern sud-africà, Premi Nobel de la Pau de l'any 1993.
- 1938 - Yingshang (Xina): Dai Houying (xinès: 戴厚英),escriptora xinesa, famosa per dos llibres que escriure a principis dels anys vuitanta, "¡Humanitat ah, humanitat! "(人 啊, 人) i " La mort d'un poeta "(诗人 之 死) i representatius de la "Literatura de les cicatrius" (伤痕 文学) (m. 1996)[21]
- 1940 - París: Arlette Laguiller, política francesa, primera dona a França a presentar-se candidata a la Presidència de l'Estat, el 1974.[22]
- 1943 - Tòquio: Nobuko Imai, violinista clàssica japonesa amb una extensa carrera com a solista i música de cambra.[23]
- 1945 - São Paulo, Brasil: Marta Suplicy, política i psicòloga brasilera, ha estat ministra de Turisme i alcaldessa de São Paulo.[24]
- 1947 - Nova York: Deborah Lipstadt, historiadora nord-americana i autora del llibre Denying the Holocaust (1993).
- 1952 - París: Salomé Zourabichvili, política nascuda a França, Presidenta de Geòrgia des del 16 de desembre de 2018.[25]
- 1955 - Madrid: Ana Obregón, actriu, presentadora, cantant, ballarina, guionista i escriptora espanyola.
- 1961 - Nova Delhi, Índia: Dayanita Singh, fotògrafa i periodista.
- 1963 - Milwood, Nova York, Estats Units: Vanessa Williams, cantant, compositora i actriu estatunidenca.
- 1964 - Jaén: María José García Cuevas, política i enginyera espanyola, ha estat diputada al Parlament de Catalunya.
- 1966 - Anduins Vito d'Asio, Itàlia: Fiorenza Cedolins, soprano italiana.[26]
- 1968 - Saragossa: Cristina Fallarás, escriptora i periodista aragonesa.[27]
- 1981 - París: Mona Achache, realitzadora, guionista i actriu francesa.[28]
- 1986 - Ystad, Suècia: Lykke Li, cantant sueca d'indie pop.[29]

## Necrològiques
Països Catalans
- 1988 -? Glòria Velat, jugadora d'escacs catalana, dominadora dels escacs femenins en les dècades de 1930 i 1940 (n.1915).[30]
- 1995 - Barcelona: Maria Teresa Pelegrí i Marimon, compositora catalana (n. 1907).[31]
- 2012 - Barcelona: Joan Corominas i Vila, empresari català, president del Banc Sabadell des del 1976 fins a 1999.
- 2015 - Monestir de Montserrat: Gregori Estrada, compositor, organista i musicòleg català, monjo de Montserrat (n. 1918).
- 2016 - Berga: Josep Maria Ballarín i Monset, capellà i escriptor. Popularment conegut com a "Mossèn Tronxo" (n. 1920).
- 2021 - Moiàː Picanyol, ninotaire (n. 1948).[32]

Resta del món
- 978 - Corfe Castle, Dorset: Eduard el Màrtir, rei d'Anglaterra.[33]
- 1584 - Moscou, Tsarat Rus: Ivan el Terrible, tsar de Rússia entre 1533 i 1584.
- 1870 - Madrid: Joaquín Gaztambide, compositor navarrès (n. 1822).
- 1871 -
  - Londres, Augustus De Morgan, matemàtic i lògic britànic (n. 1806).
  - Montmartre, França: Claude Lecomte, militar francès, assassinat per la Guàrdia Nacional de la Comuna de París.
  - Montmartre, França: Jacques Leon Clément-Thomas, militar francès, assassinat per la Guàrdia Nacional de la Comuna de París.
- 1937 - París: Clémentine-Hélène Dufau, artista pintora, cartellista i il·lustradora francesa (n. 1869).[34]
- 1942 - Nova York, Estats Units d'Amèrica: Arthur Edward Stahlschmidt, escriptor i compositor anglès (n. 1863).
- 1973 - Santa Monica, Califòrnia: Lauritz Melchior, tenor danès nacionalitzat nord-americà (n. 1890).
- 1975 - París: Adrienne Bolland, aviadora, pilot de proves francesa, primera dona a travessar els Andes en un avió (n. 1895).[35]
- 1980 - Cuernavaca, Mèxic Tamara de Lempicka, pintora polonesa (n. 1898).[36]
- 2002 - Viena, Àustria: Gösta Winbergh, tenor suec (n. 1943).
- 2005 - Madrid: Encarnación Cabré Herreros, primera arqueòloga espanyola (n. 1911).[37]
- 2009 - 
  - Lieja: Rita Lejeune, romanista i medievalista belga (n. 1906).[38]
  - Nova York: Natasha Richardson, actriu anglo-estatunidenca (n. 1963).[39]
- 2017 - 
  - St. Charles (Missouri): Chuck Berry, compositor, intèrpret i guitarrista estatunidenc de rock and roll (n. 1926).
  - Austin: Bernie Wrightson, dibuixant de còmics estatunidenc especialitzat en el gènere de terror (n. 1948).

## Festes i commemoracions
- Onomàstica: sants Ciril de Jerusalem i Alexandre de Jerusalem, bisbes; Salvador d'Horta, franciscà; Fredià de Lucca, bisbe (també celebrat el 18 de novembre); Eduard el Màrtir, rei; Feliu de Girona (diaca), màrtir; Brauli de Saragossa (només a Espanya; al Martirologi romà és el 26 de març).